# The Outsiders (luta profissional)
The Outsiders foi uma tag team de wrestling profissional formada por Kevin Nash e Scott Hall. Formada na World Championship Wrestling (WCW) em 1996, a tag também trabalhou na World Wrestling Federation (WWF), Total Nonstop Action Wrestling (TNA) e Pro Wrestling ZERO1-MAX.

## Campeonatos e prêmios conquistados
- Pro Wrestling Illustrated
  - 40ª das 100 melhores tag teams no PWI Years em 2003
  - Tag Team of the Year (1997)
- World Championship Wrestling
  - WCW World Heavyweight Championship (2 vezes) - Kevin Nash
  - WCW United States Heavyweight Championship (2 vezes) - Scott Hall
  - WCW World Television Championship (1 vez) - Scott Hall
  - WCW Cruiserweight Championship  (1 vez) - Syxx
  - WCW World Tag Team Championship (6 vezes)